# Steinerne Rose

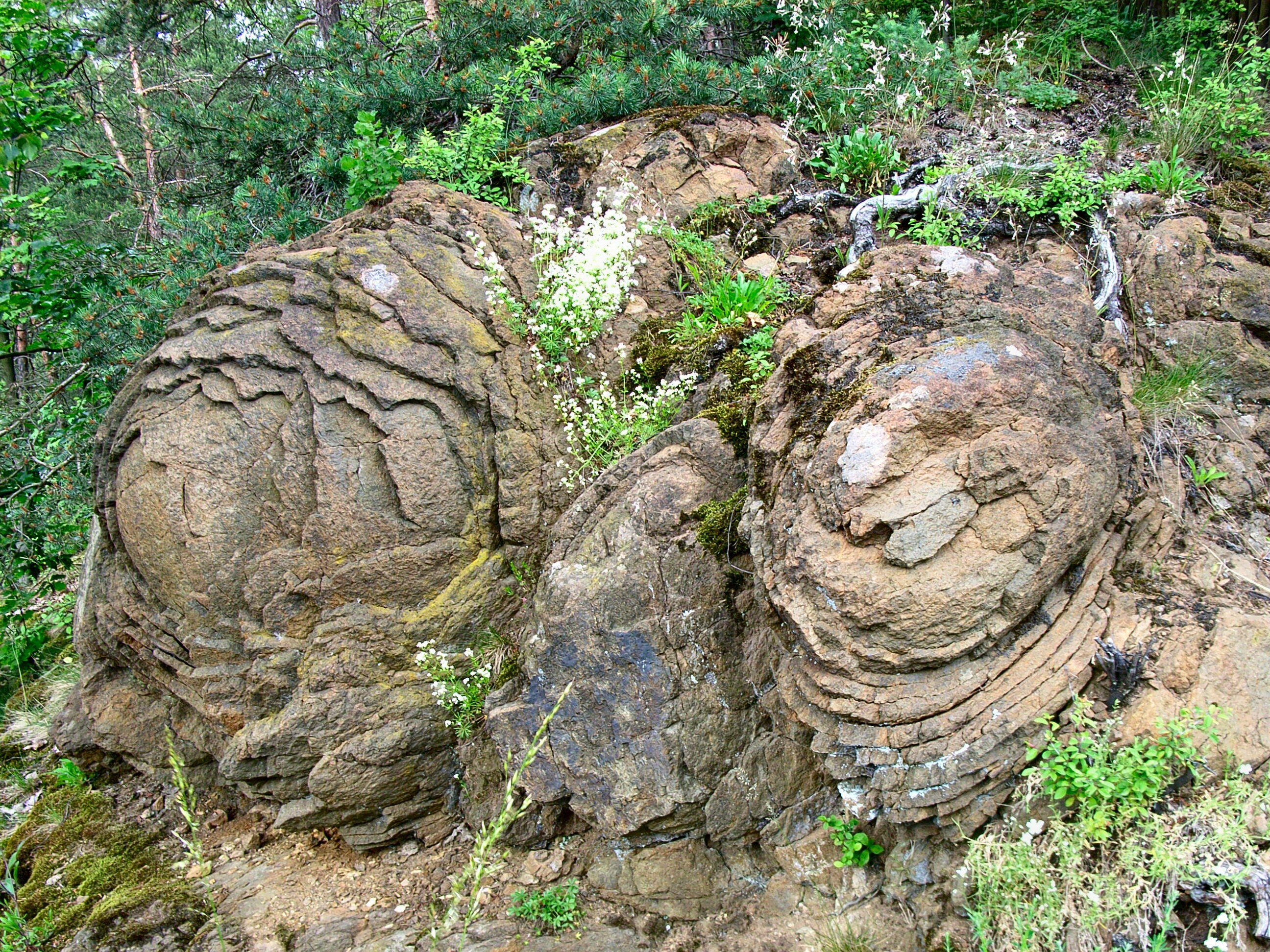
Die Steinerne Rose

Steinerne Rose ist die umgangssprachliche Bezeichnung für ein Naturdenkmal in Thüringen. Es besteht aus einem Pikrit, der im Mittleren Devon, also vor etwa 390 Millionen Jahren, als untermeerisch ausgeflossener Lavastrom entstanden ist. Die aus dem Meeresboden austretende Lava bildete kissenartige  Körper, die aufgrund der Sedimentation von Tonschlamm vor Beginn, während und nach Ende des Vulkanismus heute von Tonschiefer umschlossen sind. Die Lavakissen besitzen einen inneren Aufbau aus konzentrischen Schalen, der durch die natürliche Verwitterung herauspräpariert wird (Desquamation), wodurch sie die Gestalt einer aufblühenden Rosenknospe erhielten.
Die Steinerne Rose befindet sich ca. 700 m nördlich von Kloster, einem Ortsteil der Stadt Saalburg-Ebersdorf im Saale-Orla-Kreis in Thüringen, an der Reußischen Fürstenstraße (L 1095) direkt rechts vor der Brücke über die ehemalige Eisenbahnstrecke Schleiz–Saalburg.
Des Weiteren „blühen“ mehrere kleinere Steinrosen am Schlossfelsen in Ronneburg (Thüringen).

## Sonstiges
Der Steinerne Rose wurde bei einer Umfrage der Heinz Sielmann Stiftung EUROPARC Deutschland e.V. zu Deutschlands zweitschönstem Naturwunder des Jahres 2013 gewählt. Zur Auswahl standen 21 Naturdenkmale aus den Nationalen Naturlandschaften und anderen Regionen Deutschlands. Den ersten Platz belegte der Rauhe Kulm bei Neustadt am Kulm. Auf dem dritten Rang folgte der Stiefel bei St. Ingbert.